# Albert Winsemius

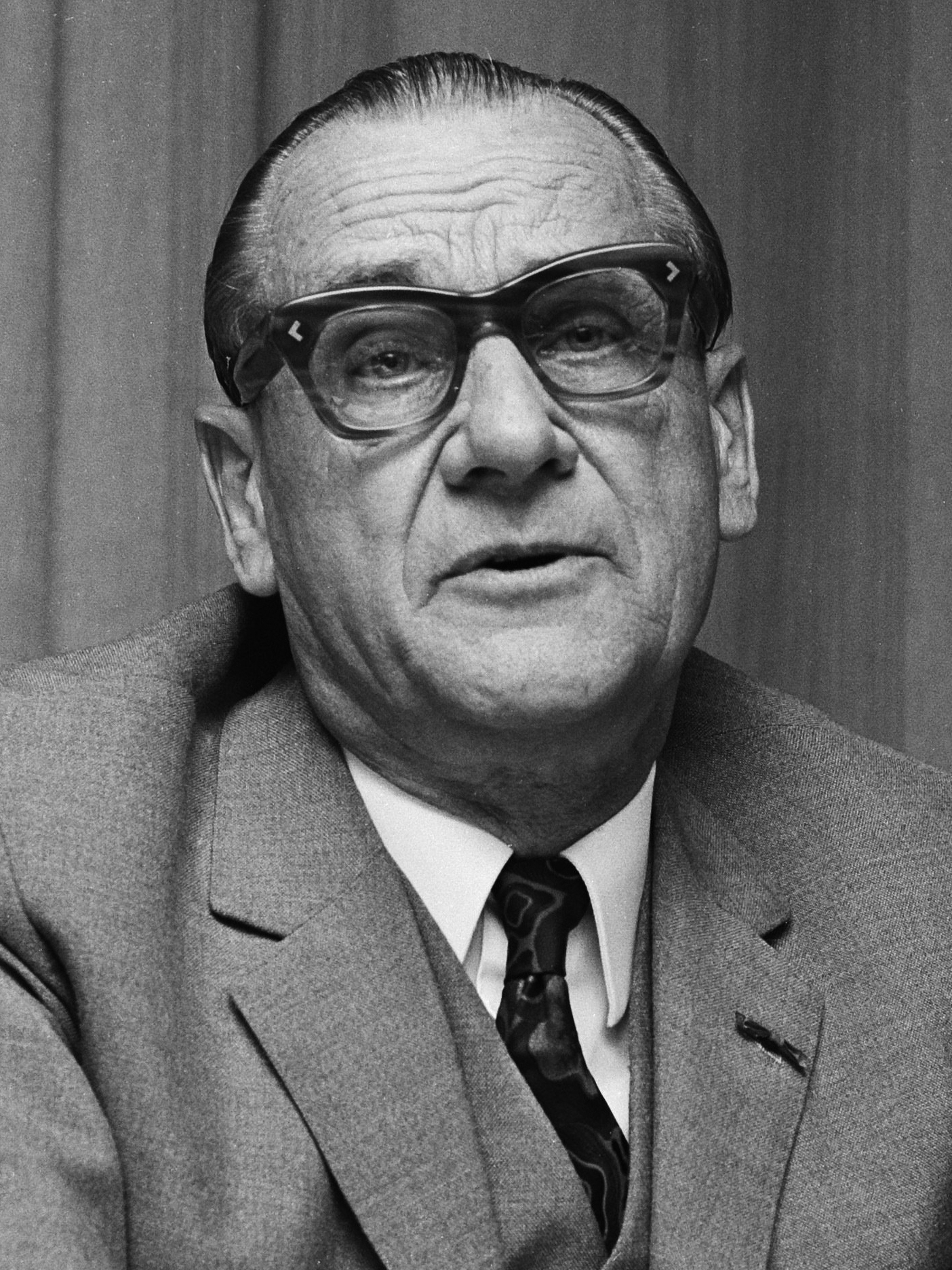
Albert Winsemius (1971)

Albert Winsemius (1910-1996) foi um economista neerlandês que foi o conselheiro econômico de Singapura entre 1961 e 1984. Teve um papel importante na formulação da estratégia de desenvolvimento econômico de Singapura, que tirou o país da pobreza.